# Xylaria bulbosa
Xylaria bulbosa är en svampart som först beskrevs av Christiaan Hendrik Persoon, och fick sitt nu gällande namn av Berk. & Broome 1860. Xylaria bulbosa ingår i släktet Xylaria och familjen kolkärnsvampar.   Inga underarter finns listade i Catalogue of Life.